# Мутинска война
Мутинска война се наричат военните действия през април 43 пр.н.е. в района на Мутина (дн. Модена) между Марк Антоний и Октавиан Август, като представители съответно на цезарианците и републиканците в Римската република. Антоний обсажда Децим Брут в Мутина, но Октавиан успява да снеме обсадата. По време на схватките загиват двамата консули от тази година – Хирций и Панза. Октавиан обаче не успява да стане консул. През същата година е направен Втория триумвират, в който участват Октавиан, Антоний и Емилий Лепид.

## Подготовка
Около година след убийството на Юлий Цезар, преговорите между Римският сенат и Марк Антоний се провалят. През ноември 44 пр.н.е. Марк Антоний събира легионите си и тръгва на война срещу един от убийците на Цезар – Децим Брут, който е управител на Цизалпийска Галия. Брут отказва да отстъпи командването на Цизалпийска Галия и окупира Мутина, след което е обсаден от Антоний.
Сената праща двамата новоизбрани консули Панза, Хирций и Октавиан, който получава пълномощията на пропретор на север да се притичат на помощ на Брут. Тъй като Хирций е консул, два от легионите на Октавиан минават под негово командване.

## Битка при Форум Галорум
Антоний оставя брат си да обсажда Мутина и потегля да пресрещне консулите. При Форум Галорум успява да направи засада на Панза, който пътува с армията си да се присъедини към Хирций и Октавиан. В последващата битка войските на Антоний побеждават, а Панза е смъртно ранен. Антоний няма време за празнуване, тъй като пристигналите войски на Хирций успяват да го хванат неподготвен. Войниците на Антоний се бият храбро, но в крайна сметка след като търпи тежки загуби решава да отстъпи към Мутина. Окатвиан през това време защитава лагерът на сенатските войски в близост до града.

## Битка при Мутина
Шест дни след битката при Галорум, двете армии се срещат отново близо до Мутина. Силите на Октавиан се присъединяват към тези на консула Хирций. При Мутина Антоний решава да не влиза в директна битка с армиите на Хирций и Октавиан, а тактиката му е да ги тормози с кавалерията си, докато чака изтощеният от глад Брут да се предаде. Сенатските армии се насочват към част от обсадата, която е по-слаба поради характеристиките на терена. Антоний първоначално се опитва да избегне всеобща битка и да отговори на предизвикателството само с кавалерията си, но когато кавалерийските части на врага оказват съпротива, за да предпази обсадните си линии от разрушаване, нарежда на два от своите легиони да спрат настъплението на легионите на Хирций и Октавиан. Започва ожесточена битка. Марк Антоний прехвърля допълнителни сили, за да посрещне атаката. Според Апиан силите на Антоний се оказват затруднени поради бавното пристигане на подкрепления от легионите, които са разположени далеч от района, където се водят най-важните сблъсъци. В тази битка Хирций е убит, оставяйки армията и републиката без водач. Хирций е убит по време на нападение над лагера на Антоний. Октавиан намира тялото му и според Светоний:
| „ | В разгара на битката, когато носителят на щандарта – орел, на неговия легион бил тежко ранен, той (Октавиан) взел орела и го носил за известно време. | “ |

 Превъзхождана по численост армията на Антоний търпи загуба и е принудена да бяга към Нарбонска Галия, където да се обединят със силите на Марк Емилий Лепид и други генерали лоялни на Цезар. Тъй като Хирций е мъртав, а Панза смъртно ранен, Октавиан като пропретор, поема управлението на армиите на консулите. Октавиан е заподозрян, че е причинил смъртта на консулите за да си присвои армиите им.

## Последици
По същество Мутина е мястото, където Октавиан се превръща от младеж без власт в равен на Антоний. След загубата му, в Рим обявяват Антоний и поддръжниците му за врагове на държавата. Цицерон се хвали в Сената, че цезарианците са на изчезване и не могат да се сравняват с патриотичните републиканци. Със славната победа на републиканската армия и с Източните провинции в ръцете на Касий и Брут, изглежда републиката печели по всички фронтове. Цицерон и неговите сподвижници обаче не са преценили добре, нито военния ресурс на Антоний, нито политическата зрялост на Октавиан, което ще им коства много.
Скоро става ясно, че Цицерон не е в състояние да контролира Октавиан, който се насочва с победоносните си войски към Рим и заставя Сената да го назначи за консул. За да избегне гражданска война, през 43 пр.н.е. в Бонония Октавиан сключва пакт с Антоний и Лепид, известен като Втори триумвират. Те оставят на страна различията си и обвиняват сенаторите замесени в убийството на Цезар докато упражняват „тройна диктатура“. В крайна сметка години по-късно борбата за власт ще доведе до победа на Октавиан над Антоний и Клеопатра при Акциум през 31 пр.н.е. и установяване формата на принципат, но събитията в Мутина за първи път показват Октавиан като сила с която другите трябва да се съобразяват. Без тази победа, Октавиан може би никога нямаше да спечели уважението и да бъде признат като наследник на Цезар.

### Цитирана литература

#### Класически автори
- Светоний. „Живота на Август“ //   Loeb Classical Library, 1913. (на английски)
- Апиан. „Римска История, Римски Войни“ //  Книги 3 и 5.   Loeb Classical Library, 1913. (на английски)

### Модерни автори
- Syme, Sir Ronald. „The Roman Revolution“.   Oxford University Press, 1939. (на английски)
- Powell, Lindsay. „Marcus Agrippa: Right-hand Man of Caesar Augustus“.   Pen and Sword, 2015. ISBN 9781473853812. (на английски)
- Wright, Frederick Adam. „Marcus Agrippa: Organizer of Victory“.   New York, E.P. Dutton & Company, 1937. (на английски)